# PowerBook 2400
Il PowerBook 2400c (nomi in codice: "Comet", "Nautilus") è un subnotebook della serie dei PowerBook, i portatili Macintosh prodotti dalla Apple, con un peso di 2,0 kg. La produzione fu affidata all'IBM.
Ritornando alla forma del PowerBook 100, fu immesso nel maggio 1997 come sostituzione del PowerBook Duo 2300c, che era stato il subnotebook della serie dei PowerBook Duo. Il 2400c fu dismesso nel marzo 1998, senza un sostituto immediato — il modello successivo era molto più grande, PowerBook G3 Series (conosciuto come "Wallstreet"/"Mainstreet"). Tuttavia in Giappone un 2400c con una CPU da 240 MHz (come in codice "Mighty Cat") fu offerta per breve tempo dopo la dismissione del modello originale, fino alla fine dell'anno.
Il 2400c usava lo stesso processore PowerPC 603e come i precedenti Duo 2300c, ma con una frequenza del clock della CPU di 180 invece che 100 MHz. Tuttavia il 2400 non fu in grado di usare il DuoDock come invece era in grado di fare il 2300c, facendo così notare maggiormente la carenza di un disco interno rimovibile. Come il PowerBook 100 e la serie Duo in precedenza, fu venduto con un floppy drive esterno. Apple non offriva un lettore CD-ROM che invece era standard per tutti gli altri PowerBook. A differenza del Duo, le porte per le periferiche sono più simili a quelle del 100 originale ed includono: ADB, una porta seriale combinata per stampante/modem, HD-20 floppy port, porta HDI-30 SCSI, ma aveva anche un'uscita video VGA video, come anche un'uscita ed un'entrata audio stereo, una porta infrarossi, e due slot per schede PCMCIA.  Le slot PCMCIA slots ufficialmente accettavano solo schede 2 Type II o 1 Type III PCMCIA-spec, ma alcuni utulizatori effettuarono delle semplici modifiche alla motherboard modifications che consentivano di usare anche schede di espansione Cardbus, dilatando la vita pratica di questo subcompact finché non ci fosse stata un'eventuale offerta di sostituzione da parte della Apple.  Il 2400 era costruito intorno ad un video LCD a colori da 10,4 pollici a matrice attiva, rendendo così il computer molto compatto - è leggermente più piccolo e leggero, anche se un po' più spesso, di un iBook da 12", ed il quarto più piccolo subnotebook dopo il PowerBook G4 da 12" immesso sul mercato diversi anni dopo. L'offerta attuale della Apple in questa categoria è il MacBook Air.
Grazie al suo processore allocato in una daughter card rimovibile, il PowerBook 2400c vide un piccolo numero di schede-processore PowerPC G3  create appositamente.  Compagnie come Interware, Vimage, e Newer Technologies offrirono aggiornamenti del processore che erano in grado di sostituire 603e con un G3 che andava da 240 MHz a 400 MHz.